# The Jeevas
I The Jeevas sono un gruppo musicale britannico formatosi nel 2002 che si è poi sciolto nel 2005 quando il cantante Crispian Mills si è separato dal resto del gruppo.

## Membri
- Crispian Mills (Voce e chitarra)
- Andy Nixon (Batteria)
- Dan McKinna (Basso)

Al momento dello scioglimento, nel 2005  Nixon and McKinna hanno creato The Magic Bullet Band, che hanno supportato i Kula Shaker, di cui Crispian Mills faceva parte, durante il tour reunion del 2006.

## Discografia

### 2002:1,2,3,4

#### Tracce (versione UK)
1. "Virginia" (C.Mills) – 3:31
2. "Ghost (Cowboys in the Movies)" (C. Mills, S. Roberts, J. Winter-Hart) – 3:00
3. "You Got My Number" (J. O'Neill) – 3:02
4. "What Is It For?" (C. Mills) – 4:00
5. "Once Upon a Time in America" (C. Mills) – 3:24
6. "Don't Say The Good Times Are Over" (C. Mills) – 3:08
7. "Scary Parents" (C. Mills) – 3:24
8. "Teenage Breakdown" (C. Mills) – 4:01
9. "Silver Apples"  (C. Mills, M. Pritchard) – 3:04
10. "Edge of the World" (C. Mills) – 4:53

#### Tracce (versione Giappone)
1. "Virginia" (C.Mills) – 3:30
2. "Ghost (Cowboys in the Movies)" (C. Mills, S. Roberts, J. Winter-Hart) – 2:58
3. "You Got My Number" (J. O'Neill) – 3:00
4. "What Is It For?" (C. Mills) – 3:59
5. "Once Upon a Time in America" (C. Mills) – 3:23
6. "Don't Say The Good Times Are Over" (C. Mills) – 3:08
7. "Scary Parents" (C. Mills) – 3:23
8. "Teenage Breakdown" (C. Mills) – 4:01
9. "Silver Apples" (C. Mills, M. Pritchard) – 2:53
10. "She Speaks" (C. Mills) - 4:16 Bonus Track
11. "Edge of the World" (C. Mills) – 4:50
12. "America" (C. Mills) - 2:37 Demo Bonus Track

### 2003:Cowboys and Indians

#### Tracce
All songs by Crispian Mills, unless otherwise noted.
1. "Black & Blue" - 2:43
2. "Have You Ever Seen the Rain?" (John Fogerty) - 3:23
3. "Healing Hands" - 3:40
4. "The Way You Carry On" - 3:39
5. "I Can't Help Myself" - 3:17
6. "Back Home" - 3:13
7. "Que Pasa (con tu culo)?" - 2:33
8. "How Much Do You Suck?" - 2:33
9. "Masters of War" (Bob Dylan) - 6:05
10. "Stoned Love" - 4:50
11. "Girl Without a Name" - 3:07
12. "Good Man Down" - 4:39
13. "Rio Grande" - 15:18

Japanese Bonus Tracks:
1. "Stop" - 3:41
2. "How Much Do You Suck?" (Hank Williams version) - 3:10

### Singolo
- "Scary Parents" (2002)
- "One Louder" (2002) - solo per il Giappone
- "Virginia" (2002)
- "Ghost (Cowboys In The Movies)" (2002)
- "Once Upon a Time in America" (2003)
- "The Way You Carry On" (2003)
- "Have You Ever Seen the Rain?" (2004)

Il singolo "Once Upon a Time in America" ha raggiunto la 61ª posizione nella Official Singles Chart, mentre "Have You Ever Seen the Rain?" ha raggiunto la 70ª posizione